# Patrick Gasman
Patrick Gasman (Stanford, 2 gennaio 1997) è un pallavolista statunitense, centrale dello Chaumont.

## Carriera

### Club
La carriera di Patrick Gasman inizia a livello giovanile, giocando per diversi club californiani, mentre a livello scolastico gioca per la Buchanan HS. Dopo il diploma approda nella lega universitaria di NCAA Division I con la Hawaii: dopo aver saltato l'annata 2016, gioca per i Rainbow Warriors fino al 2021, aggiudicandosi il titolo nazionale nel suo ultimo anno e ricevendo diversi riconoscimenti individuali.
Nella stagione 2021-22 firma il suo primo contratto professionistico con la Funvic, club brasiliano impegnato in Superliga Série A; nella stagione seguente è invece di scena nella Ligue A francese, dove difende i colori dello Chaumont.

### Nazionale
Fa parte delle selezioni giovanili statunitensi, conquistando la medaglia d'oro al campionato nordamericano Under-19 2014 e partecipando al campionato mondiale Under-21 2017.
Nel 2019 debutta in nazionale maggiore aggiudicandosi la medaglia d'argento alla NORCECA Champions Cup, torneo nel quale viene insignito del premio come miglior centrale. In seguito si aggiudica il bronzo alla Coppa panamericana 2022 e l'oro alla NORCECA Final Six 2023, dove viene insignito dei premi di MVP e miglior centrale. Vince poi l'argento alla Coppa panamericana 2024.

## Palmarès

### Club
- NCAA Division I: 1

2021

### Nazionale (competizioni minori)
- Campionato nordamericano Under-19 2014
- NORCECA Champions Cup 2019
- Coppa panamericana 2022
- NORCECA Final Six 2023
- Coppa panamericana 2024

### Premi individuali
- 2019 - NORCECA Champions Cup: Miglior centrale
- 2019 - All-America Second Team
- 2020 - All-America Second Team
- 2021 - All-America First Team
- 2021 - NCAA Division I: Columbus National All-Tournament Team
- 2023 - NORCECA Final Six: MVP
- 2023 - NORCECA Final Six: Miglior centrale